# تشوه رحمي
التشوه الرحمي هو نوع من التشوهات التناسلية الأنثوية الناتجة عن تطور غير طبيعي لقناة أو عدة قنوات مولرية خلال مرحلة التخلق الجنيني. تتراوح الأعراض اعتمادًا على طبيعة التشوه بين انقطاع الحيض، والعقم، والإجهاض المتكرر، والألم، وبين وظائف طبيعية.

## الأنواع
يفرق تصنيف الجمعية الأمريكية للخصوبة (المعروفة حاليًا بالمنظمة الأمريكية للطب التناسلي) بين عدة فئات للتشوه الرحمي:
- الفئة الأولى: عدم التخلق المولري (رحم غائب).

ينعدم وجود الرحم في هذه الفئة، وكذلك قد يكون المهبل غائبًا أو فقط بدائيًا. تسمى هذه الحالة أيضًا بمتلازمة ماير روكيتانسكي كوستر هاوزر، حيث تعاني المريضة المصابة بهذه المتلازمة من انقطاع حيض أولي.
- الفئة الثانية: رحم أحادي القرن (رحم أحادي الجانب).

يتشكل جانب واحد فقط من القناة المولرية. يتميز الرحم بـ«شكل موزة» نموذجي على أنظمة التصوير.
- الفئة الثالثة: الرحم المزدوجة.

تتطور كلتا قناتي مولر ولكنهما تفشلان في الاندماج، وعليه يصبح لدى المريضة «رحم مزدوج». قد تكون هذه الحالة مصحوبةً بعنق رحم مزدوج وانقسام مهبلي (في فترات مختلفة)، أو قد يكون النظام المولري السفلي قد اندمج ليصل إلى حالته المفردة.
- الفئة الرابعة: الرحم ثنائي القرن (رحم ذو قرنين).

يفشل الجزء العلوي فقط من جزء النظام المولري المكون للرحم في الاندماج، وعليه فإن الجزء الذيلي من الرحم يكون طبيعيًا والجزء القحفي يكون مفرعًا. يكون الرحم «على شكل قلب».
- الفئة الخامسة: الرحم ذو الحاجز (انقسام أو حاجز رحمي).

تندمج قناتا مولر ولكن يظل الانقسام بينهما قائمًا مقسمًا النظام إلى جزأين. يمكن تقسيم المهبل والرحم وعنق الرحم مع وجود حاجز كامل. عادة ما يؤثر الحاجز على الجزء القحفي فقط من الرحم. الحاجز الرحمي هو التشوه الرحمي الأكثر شيوعًا، كما أنه أحد أسباب الإجهاض. يُشَخَّص بواسطة تقنيات التصوير الطبي كالتصوير بالرنين المغناطيسي أو تخطيط الصدى الطبي. يُعد التصوير بالرنين المغناطيسي الوسيلة المفضلة نظرًا لامتلاكه قدرات متعلقة بالمسطحات المتعددة، علاوة على قدرته على تقييم محيط الرحم والمنطقة الموصلية وغيرها من المواقع التشريحية الحوضية. لا يعتبر تصوير الرحم بالصبغة مفيدًا نظرًا لعدم قدرة هذه التقنية على تقدير المحيط الخارجي للرحم أو التمييز بين رحم أحادي القرن ورحم ذي حاجز.
يُستخدم تنظير الرحم لتصحيح الحاجز الرحمي.
- الفئة السادسة: رحم ثنائي إيثيل الستيلبوستيرول

يحتوي تجويف الرحم على «شكل حرف T» نتيجة تعرض الجنين لثنائي إيثيل الستيلبوستيرول.
يُعد تشوه الرحم المقوسة أحد التباينات الإضافية لهذه الفئة، وفيه يوجد رصعة مقعرة في قاع الرحم بداخل التجويف.
في حالة الرحم البدائية يوجد بقايا رحم غير مرتبط بعنق الرحم أو المهبل، ومن الممكن العثور عليه على الجانب الآخر لرحم أحادي القرن.
قد يعاني المرضى الذين لديهم تشوهات في الرحم من تشوهات كلوية مترافقة، مثل غياب الكلية الخلقي أحادي الجانب.

## التشخيص
من أجل تشخيص تشوه رحمي، يحتاج الطبيب إلى تقنيات التصوير لتحديد طبيعة التشوه بجانب الفحص البدني. تشمل هذه التقنيات تخطيط الصدى النسائي والتصوير الحوضي بالرنين المغناطيسي وتصوير الرحم بالصبغة. لا يعتبر تصوير الرحم بالصبغة مفيدًا نظرًا لعدم قدرة هذه التقنية على تقدير المحيط الخارجي للرحم أو التمييز بين رحم أحادي القرن ورحم ذي حاجز. من الممكن أن يُحدد تنظير البطن و/أو تنظير الرحم كأساليب لتصحيح التشوه. قد يتأثر نمو المهبل في بعض المرضى.

## العلاج
يعتمد التدخل الجراحي على مدى المشكلة المفردة. لا يُنصح عادة بالعمليات الجراحية في حالات الرحم المزدوجة. يمكن استئصال الحاجز الرحمي من خلال إجراء عملية مرضى خارجيين بسيطة تجمع بين تنظير البطن وتنظير الرحم. تقلل هذه العملية بشكل كبير من معدلات الإجهاض للنساء اللاتي يعانون من هذا التشوه.

## الانتشار
يقدر انتشار تشوه الرحم بأن يكون 6.7% لعامة السكان، وبنسبة أعلى قليلا (7.3%) للسكان العقم، وأعلى بكثير (16%) للسكان من النساء ذوات تاريخ من حالات الإجهاض المتكررة.